# مهند الشهری
مهند الشهری (عربی: مهند الشهري؛ ۷ مهٔ ۱۹۷۹ – ۱۱ سپتامبر ۲۰۰۱) یکی از ۵ هواپیماربای پرواز شماره ۱۷۵ یونایتد ایرلاینز در حملات ۱۱ سپتامبر بود. با وجود شباهت اسمی، او با برادران الشهری (وائل و ولید الشهری) که از هواپیماربایان پرواز شماره ۱۱ امریکن ایرلاینز بودند نسبتی نداشت.
الشهری، شهروند سعودی، دانشجوی سابق دانشگاه بود که پس از رد شدن در دروس خود، تحصیل را رها کرد. او بعداً در سال ۲۰۰۰ خانه خود را برای جنگ در چچن ترک کرد، اما احتمالاً به اردوگاه‌های آموزشی القاعده در افغانستان منتقل شد. در آن زمان بود که او برای شرکت در حملات آمریکا انتخاب شد. او در اکتبر ۲۰۰۰ ویزای دانشجویی ایالات متحده را دریافت کرد.
الشهری در مه ۲۰۰۱ وارد ایالات متحده شد. در ۱۱ سپتامبر ۲۰۰۱، الشهری سوار بر پرواز شماره ۱۷۵ یونایتد ایرلاینز شد و در ربودن آن کمک کرد تا بتوانند هواپیما را به برج جنوبی مرکز تجارت جهانی بکوبند.

## حملات
فایز بنی‌حماد در ۲۷ یا ۲۹ اوت، به صورت آنلاین برای خود و مهند الشهری دو بلیت فرست کلس یک‌طرفه برای پرواز شماره ۱۷۵ یونایتد ایرلاینز خرید. بلیت‌ها جمعاً به مبلغ ۴۴۶۴ دلار و ۵۰ سنت، با ویزا کارت مصطفی الهوساوی، و با یک آدرس پستی اجاره‌ای متعلق به شرکت میل باکسس در دلری بیچ، فلوریدا خریداری شدند. این آدرس با آدرسی که حمزه و احمد الغامدی برای خرید بلیت خود استفاده کرده بودند یکی نبود، اما هر دو گروه از یک شماره تلفن استفاده کردند.
در ۷ سپتامبر، او به همراه حمزه الغامدی، با بلیت‌هایی که از آژانس مسافرتی Mile High در شهر لودردیل-بای-د-سی فلوریدا خریداری کرده بود، از فورت لادردیل به نیوآرک، نیوجرسی پرواز کرد.
در ۱۰ سپتامبر ۲۰۰۱، او با سه تروریست در هتل میلنر در بوستون هم‌اتاق شد: فایز بنی‌حماد، مروان شحی (که خلبان از پیش تعیین‌شده پرواز ۱۷۵ بود) و سطام السقامی، یکی از هواپیماربایان پرواز شماره ۱۱ امریکن ایرلاینز.
در ۱۱ سپتامبر، الشهری سوار پرواز ۱۷۵ شد و در صندلی درجه یک 2B، در کنار بنی‌حماد در 2A نشست. هواپیما در ساعت ۸:۱۴ بلند شد و در عرض ۲۸ دقیقه پنج هواپیماربا حمله خود را آغاز کردند. اعتقاد بر این است که الشهری و بنی‌حماد به زور وارد کابین خلبان شده و خلبانان را به قتل رساندند. سپس در حالی که برادران الغامدی خدمه و مسافران باقی مانده را به سمت عقب هواپیما وادار کردند، به شحی اجازه دادند که کنترل هواپیما را در دست بگیرد. در ساعت ۹:۰۳ صبح، تنها ۲۱ دقیقه پس از شروع هواپیماربایی، شحی هواپیما را به برج جنوبی مرکز تجارت جهانی (بین طبقات ۷۷ و ۸۵)کوبید و بلافاصله تمامی سرنشینان هواپیما را از بین برد و صدها نفر را در داخل هواپیما و ساختمان کشته یا گرفتار کرد. ۵۵ دقیقه پس از سقوط، در ساعت ۹:۵۸ صبح، برج جنوبی فرو ریخت و همه کسانی که هنوز داخل ساختمان بودند و بسیاری دیگر روی زمین کشته شدند.